# Kunishige Kamamoto
Kunishige Kamamoto (japonès: 釜本 邦茂)  (Ukyō-ku, 15 d'abril de 1944 - prefectura d'Ōsaka, 10 d'agost de 2025) fou un exfutbolista japonès.

## Selecció japonesa
Kunishige Kamamoto va disputar 76 partits amb la selecció japonesa.